# Damn (Album)
Damn (stilisiert als DAMN.) ist das vierte Studioalbum des US-amerikanischen Rappers Kendrick Lamar. Es erschien am 14. April 2017 über die Labels Top Dawg, Aftermath Entertainment und Interscope Records.
Neben fünf Grammy Awards wurde das Album auch mit dem Pulitzer-Preis ausgezeichnet.

## Titelliste
1. Blood (Kendrick Duckworth, Daniel Tannenbaum, Anthony Tiffith) – 1:58
2. DNA (K. Duckworth, Michael Williams II) – 3:05
3. Yah (K. Duckworth, Mark Spears, Dacoury Natche, A. Tiffith) – 2:40
4. Element (K. Duckworth, M. Spears, James Blake, Ricci Riera) – 3:28
5. Feel (K. Duckworth, M. Spears) – 3:34
6. Loyalty (feat. Rihanna) (K. Duckworth, D. Natche, M. Spears, Terrace Martin, A. Tiffith) – 3:47
7. Pride (K. Duckworth, Steve Lacy, Anna Wise, A. Tiffith) – 4:35
8. Humble (K. Duckworth, M. Williams II, Asheton Hogan) – 2:56
9. Lust (K. Duckworth, D. Natche, M. Spears, Chester Hansen, Alexander Sowinski, Matthew Tavares, Leland Whitty) – 5:07
10. Love (feat. Zacari) (K. Duckworth, Zacari Pacaldo, Teddy Walton, M. Spears, Greg Kurstin, A. Tiffith) – 3:33
11. XXX (feat. U2) (K. Duckworth, M. Williams II, D. Natche, M. Spears, A. Tiffit, Paul Hewson, David Evans, Adam Clayton, Larry Mullen Jr.) – 4:14
12. Fear (K. Duckworth, Daniel Maman) – 7:40
13. God (K. Duckworth, R. Riera, M. Spears, D. Natche, Ronald LaTour, D. Tannenbaum, A. Tiffith) – 4:08
14. Duckworth (K. Duckworth, Patrick Douthit) – 4:08

## Rezeption

### Preise
Bei den Grammy Awards 2018 wurde Damn als Rap-Album des Jahres ausgezeichnet. Der Song Humble erhielt die Preise in den Kategorien Best Rap Performance, Best Rap Song und Best Music Video. Zudem wurde das Lied Loyalty als Best Rap/Sung Collaboration geehrt.
Bei den Juno Awards 2018 wurde Lamar für das Album in der Kategorie International Album of the Year ausgezeichnet.

### Kritik
Die E-Zine Laut.de bewertete Damn mit vier von möglichen fünf Punkten. Aus Sicht des Redakteurs Stefan Johannesberg komme das Album nach dem „Backpack-Klassiker“ Section.80, seinem Illmatic Good Kid, M.a.a.d. City sowie dem „sterbenslangweilige[n] Opus Magnum für linksliberale Pitchfork-Pimps“ To Pimp a Butterfly einfach als „verdammt gutes Rap-Album“ daher. Lamar vereine die „Hit-Dichte des Debüts, den Straßengrind vom Nachfolger und die Black Power vom Grammy-Abräumer mit modernen Beat-Strukturen.“ Der Rapper flowe variabler „als jeder Emcee vor ihm“, fordere „Gegner wie Zuhörer, sich selbst wie Studiokollegen“ und verpacke „seine intensiven und vielschichtigen Lyrics dieses Mal in Radio-, Fitness- und Auto-taugliche Hits“. Zudem kehre er „in den aggressiven Battle-Rap zurück“, um „Trump und den rassistischen Teil der amerikanischen Gesellschaft, alle anderen Emcees und seine eigenen Sünden“ ins Visier zu nehmen.

### Bestenlisten
In den Jahresbestenlisten 2017 von Laut.de tauchte Kendrick Lamar gleich mehrfach auf. So belegte Damn Platz 4 der „Hip Hop-Alben des Jahres“. Lamar sorge „allein schon mit seinen halsbrecherischen Flows“ für Abwechslung. Auch textlich zerlege der Rapper „wieder so ziemlich alles und jeden: von rassistischen Trump-Anhängern, über Wack-MCs, bis hin zu seinen inneren Dämonen.“ In der allgemeinen Liste der „50 Alben des Jahres“ platzierte Laut.de den US-Amerikaner ebenfalls auf Rang 4. Während Lamar 2015 „vor allem das Feuilleton mit seinem schwer verdaulichen Meisterwerk ‚To Pimp A Butterfly‘ [betörte], verzauberte er dieses Jahr mit seinem bis dato zugänglichsten Album Fans und Kritiker gleichermaßen.“ DAMN. gerate „radiotauglich, wie nie zuvor, [vergesse] dabei aber keineswegs die Stärken, mit denen das good Kid aus der maad City sich zum unangefochtenen König der Rapwelt krönte.“ Nach den Bewertungen der Leser erreichte Lamars Album Platz 1 der „Lieblings-Alben des Jahres“.
Das deutsche Hip-Hop-Magazin Juice setzte Damn auf Platz 1 der besten internationalen Rap-Alben 2017.
Pitchfork Media und das Magazin Rolling Stone wählten Damn auf Platz 1 ihrer Jahreslisten der 50 besten Alben 2017. Der New Musical Express wählte es auf Platz 3 der besten Alben des Jahres. In der Jahresliste der deutschen Musikzeitschrift Musikexpress belegt es Platz 2.

## Kommerzieller Erfolg

### Chartplatzierungen
| ChartsChartplatzierungen       | Höchstplatzierung | Wochen |
| ------------------------------ | ----------------- | ------ |
| Deutschland (GfK)              | 6 (42 Wo.)        | 42     |
| Österreich (Ö3)                | 6 (29 Wo.)        | 29     |
| Schweiz (IFPI)                 | 3 (65 Wo.)        | 65     |
| Vereinigte Staaten (Billboard) | 1 (… Wo.)         | …      |
| Vereinigtes Königreich (OCC)   | 2 (71 Wo.)        | 71     |

| ChartsJahrescharts (2017)      | Platzierung |
| ------------------------------ | ----------- |
| Deutschland (GfK)              | 87          |
| Schweiz (IFPI)                 | 89          |
| Vereinigte Staaten (Billboard) | 1           |
| Vereinigtes Königreich (OCC)   | 27          |

| ChartsJahrescharts (2018)      | Platzierung |
| ------------------------------ | ----------- |
| Vereinigte Staaten (Billboard) | 13          |
| Vereinigtes Königreich (OCC)   | 76          |

| ChartsJahrescharts (2019)      | Platzierung |
| ------------------------------ | ----------- |
| Vereinigte Staaten (Billboard) | 55          |

| ChartsJahrescharts (2020)      | Platzierung |
| ------------------------------ | ----------- |
| Vereinigte Staaten (Billboard) | 84          |

| ChartsJahrescharts (2021)      | Platzierung |
| ------------------------------ | ----------- |
| Vereinigte Staaten (Billboard) | 82          |

| ChartsJahrescharts (2022)      | Platzierung |
| ------------------------------ | ----------- |
| Vereinigte Staaten (Billboard) | 52          |

| ChartsJahrescharts (2023)      | Platzierung |
| ------------------------------ | ----------- |
| Vereinigte Staaten (Billboard) | 41          |

| ChartsJahrescharts (2024)      | Platzierung |
| ------------------------------ | ----------- |
| Vereinigte Staaten (Billboard) | 39          |

### Auszeichnungen für Musikverkäufe
| Land/Region                  | Auszeichnungen für Musikverkäufe (Land/Region, Auszeichnung, Verkäufe) | Verkäufe  |
| ---------------------------- | ---------------------------------------------------------------------- | --------- |
| Australien (ARIA)            | 2× Platin                                                              | 140.000   |
| Belgien (BRMA)               | 2× Platin                                                              | 60.000    |
| Chile (IFPI)                 | Gold                                                                   | 5.000     |
| Dänemark (IFPI)              | 3× Platin                                                              | 60.000    |
| Deutschland (BVMI)           | Gold                                                                   | 100.000   |
| Finnland (IFPI)              | 2× Platin                                                              | 40.000    |
| Frankreich (SNEP)            | 2× Platin                                                              | 200.000   |
| Island (IFPI)                | Gold                                                                   | 2.500     |
| Italien (FIMI)               | Platin                                                                 | 50.000    |
| Kanada (MC)                  | 4× Platin                                                              | 320.000   |
| Mexiko (AMPROFON)            | Gold                                                                   | 30.000    |
| Neuseeland (RMNZ)            | 7× Platin                                                              | 105.000   |
| Niederlande (NVPI)           | Gold                                                                   | 20.000    |
| Norwegen (IFPI)              | Platin                                                                 | 20.000    |
| Österreich (IFPI)            | Platin                                                                 | 15.000    |
| Polen (ZPAV)                 | 2× Platin                                                              | 40.000    |
| Portugal (AFP)               | Gold                                                                   | 7.500     |
| Schweden (IFPI)              | Gold                                                                   | 20.000    |
| Singapur (RIAS)              | Gold                                                                   | 5.000     |
| Vereinigte Staaten (RIAA)    | 3× Platin                                                              | 3.000.000 |
| Vereinigtes Königreich (BPI) | Platin                                                                 | 300.000   |
| Insgesamt                    | 8× Gold · 31× Platin ·                                                 | 4.540.000 |

Hauptartikel: Kendrick Lamar/Auszeichnungen für Musikverkäufe